# Daniel Gélin
Daniel Gélin, all'anagrafe Daniel Yves Alfred Gélin (Angers, 19 maggio 1921 – Parigi, 29 novembre 2002), è stato un attore francese.

## Biografia
Nato ad Angers (Maine e Loira) da Alfred Gélin, impiegato in una fabbrica di corde e tessuti di canapa, e Yvonne Le Méner, di origine bretone, operaia nella stessa fabbrica, all'età di 10 anni si trasferì con la famiglia a Saint-Malo, dove trascorse un'infanzia turbolenta, culminata con l'espulsione dal collegio per indisciplina. Desideroso di intraprendere la carriera artistica, all'età di 17 anni si trasferì a Parigi, dove dapprima frequentò i corsi di recitazione di René Simon, per poi entrare al Conservatoire national supérieur d'art dramatique, dove fu allievo di Louis Jouvet, che lo prese sotto la sua protezione e lo avviò alla carriera teatrale.

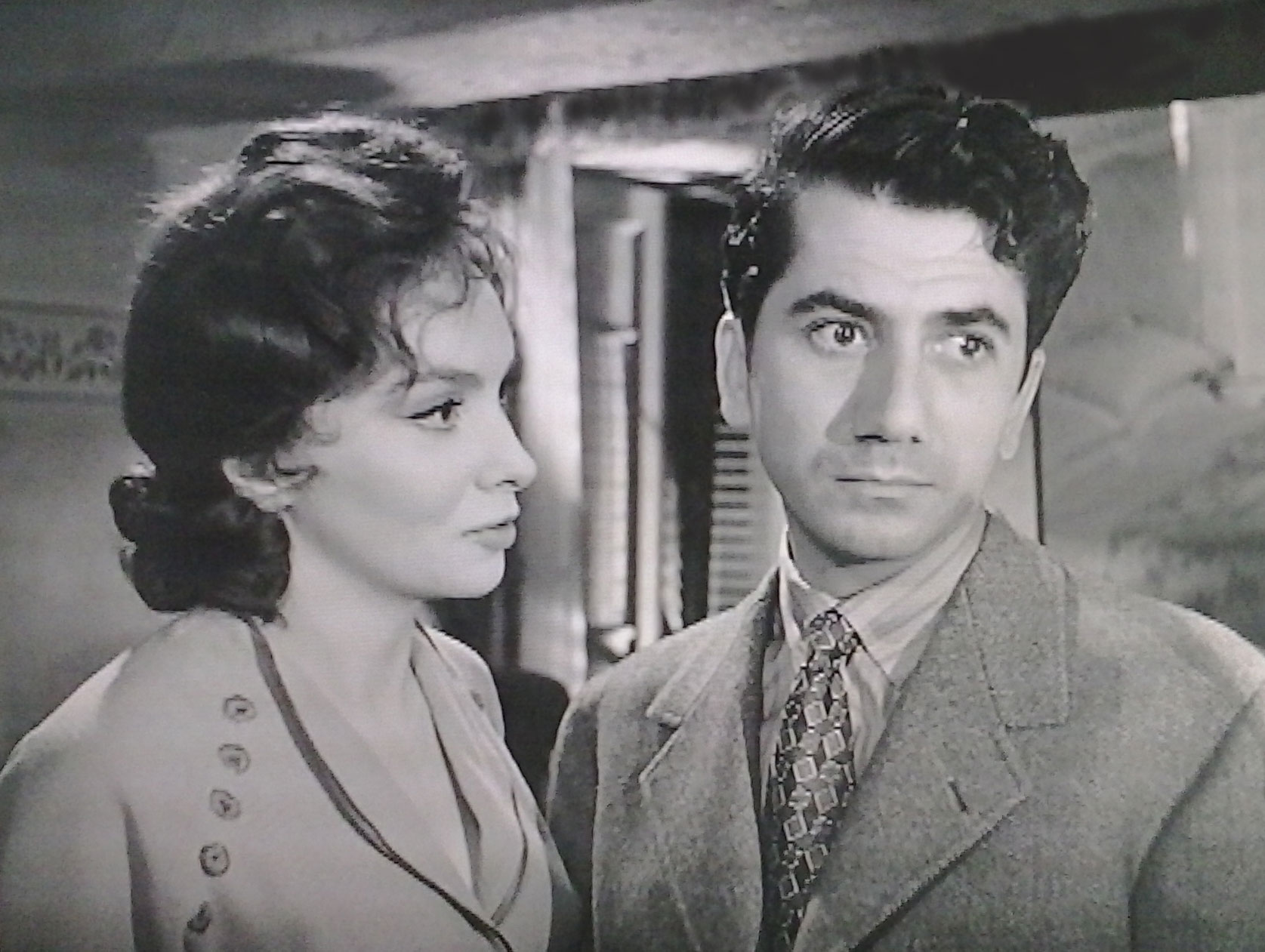
Daniel Gélin con Gina Lollobrigida nel film La romana (1954)

Nel 1941 fece il suo debutto cinematografico nel film Primo appuntamento di Henri Decoin. Dopo diversi ruoli secondari in film quali L'assassino abita al 21 (1941) di Henri-Georges Clouzot, e Turbine d'amore (1946) accanto a Jean Gabin e Marlene Dietrich, Gélin ottenne il suo primo ruolo da protagonista nel 1949 con Le sedicenni di Jacques Becker, film con il quale si affermò come uno dei più interessanti giovani attori francesi, dotato di una maschera malinconica e tormentata, assai apprezzata dagli autori del filone "esistenzialista" in voga all'inizio degli anni cinquanta. Con la sua capacità di interpretare personaggi inquieti e problematici, Gélin si assicurò ruoli in film quali La ronde (1950), uno dei grandi capolavori della cinematografia francese, diretto da Max Ophüls; Le mani sporche (1951), riduzione dell'omonimo dramma di Jean-Paul Sartre; Il piacere (1952), ancora di Ophuls; La romana (1954) diretto da Luigi Zampa e tratto dall'omonimo romanzo di Alberto Moravia.
Nel 1952 affrontò la sua unica prova di regia cinematografica, dirigendo, sceneggiando e interpretando I denti lunghi (1952), un dramma giornalistico in cui ebbe come partner l'attrice Danièle Delorme, con cui era sposato all'epoca, e i giovanissimi Roger Vadim e Brigitte Bardot. Nel 1956 recitò nel thriller L'uomo che sapeva troppo di Alfred Hitchcock, in cui interpretò il ruolo di un misterioso straniero che viene pugnalato sotto gli occhi del protagonista (James Stewart) al quale, prima di morire, confida i dettagli di un complotto internazionale.
Nella seconda metà degli anni cinquanta, con l'affermarsi di nuovi interpreti legati alla Nouvelle Vague, Gélin iniziò a diradare l'attività cinematografica per tornare a dedicarsi al teatro, entrando a far parte del Théâtre National Populaire di Jean Vilar e cimentandosi sia nel repertorio classico che in quello contemporaneo. Tra le rappresentazioni che lo videro protagonista è da ricordare Erik XIV di August Strindberg (1960), con la traduzione di Boris Vian e la direzione di Jean Vilar, che venne rappresentata con grande successo prima al Théâtre de Chaillot di Parigi e successivamente al Festival di Avignone.
Durante gli anni sessanta, Gélin fu attivo anche sul piccolo schermo, diventando protagonista di Les Saintes chéries, accanto a Micheline Presle, serie televisiva che fu popolare in Francia negli anni dal 1965 al 1970 e che diede all'attore una rinnovata celebrità, e nel 1966 partecipò al film L'angelica avventuriera - Sole nero con Valentina Cortese.
Colpito da una grave insufficienza renale, che lo costrinse negli ultimi anni di vita a sottoporsi a continue terapie di dialisi, Gélin morì a Parigi il 29 novembre 2002, all'età di 81 anni. È sepolto nel cimitero di Rocabey a Saint-Malo, accanto ai genitori e al figlio Pascal.

## Vita privata
Dal primo matrimonio (1944-1954) con l'attrice Danièle Delorme, Gèlin ebbe un figlio, Xavier, nato nel 1946 e divenuto poi attore, produttore e regista cinematografico, morto nel 1999 per un tumore.
Mentre era ancora sposato con la prima moglie ebbe una relazione con la modella Marie-Catherine Schneider, dalla quale ebbe, nel 1952, una figlia, Maria Schneider, che fu allevata dalla madre e che Gélin non ha mai riconosciuto, e che conquistò fama mondiale nel 1972 quale protagonista del film Ultimo tango a Parigi di Bernardo Bertolucci, accanto a Marlon Brando.
Dal secondo matrimonio (1955-1968) con la modella Sylvie Hirsh, nacquero due figli, Manuel (1958) e Fiona (1962), entrambi divenuti attori. Un terzo figlio, Pascal, nato nel 1955, morì all'età di 14 mesi per un accidentale avvelenamento da farmaci.
Nel 1973 Gélin si sposò per la terza volta con Lydie Zacks, da cui ebbe un'altra figlia, Laura, nata nel 1975.

## Filmografia parziale
- Miquette, regia di Jean Boyer (1940)
- Primo appuntamento (Premier rendez-vous), regia di Henri Decoin (1941)
- L'assassino abita al 21 (L'Assassin habite...au 21), regia di Henri-Georges Clouzot (1941)
- Rondini in volo (Les Petites du quai aux fleurs), regia di Marc Allégret (1944)
- Messaggio speciale (Un Ami viendra ce soir), regia di Raymond Bernard (1946)
- Turbine d'amore (Martin Roumagnac), regia di Georges Lacombe (1946)
- Maschera di sangue (Miroir), regia di Raymond Lamy (1947)
- Le sedicenni (Rendez-vous de juillet), regia di Jacques Becker (1949)
- Dio ha bisogno degli uomini (Dieu a besoin des hommes), regia di Jean Delannoy (1950)
- Il piacere e l'amore (La Ronde), regia di Max Ophüls (1950)
- Mani sporche (Les Mains sales), regia di Fernand Rivers (1951)
- Gioventù incompresa (Une Histoire d'amour), regia di Guy Lefranc (1951)
- Edoardo e Carolina (Édouard et Caroline), regia di Jacques Becker (1951)
- Il piacere (Le Plaisir), regia di Max Ophuls (1952)
- I denti lunghi (Les Dents longues), regia di Daniel Gélin (1952)
- L'ora della verità (La Minute de vérité), regia di Jean Delannoy (1952)
- Quando le donne amano (Adorables créatures), regia di Christian-Jaque (1952)
- La voce del silenzio, regia di Georg Wilhelm Pabst (1953)
- Schiavitù (L'Esclave), regia di Yves Ciampi (1953)
- Opinione pubblica, regia di Maurizio Corgnati e Goffredo Alessandrini (1954)
- Allegro squadrone, regia di Paolo Moffa (1954)
- Il caso Maurizius (L'Affaire Maurizius), regia di Julien Duvivier (1954)
- La romana, regia di Luigi Zampa (1954)
- Versailles (Si Versailles m'était conté), regia di Sacha Guitry (1954)
- Sangue e luci (Sangre y luces), regia di Georges Rouquier e Ricardo Muñoz Suay (1954)
- La Neige était sale, regia di Luis Saslavsky (1954)
- Napoleone Bonaparte (Napoléon), regia di Sacha Guitry (1955)
- Gli amanti del Tago (Les Amants du Tage), regia di Henri Verneuil (1955)
- L'uomo che sapeva troppo (The Man Who Knew Too Much), regia di Alfred Hitchcock (1956)
- Miss spogliarello (En effeuillant la marguerite), regia di Marc Allégret (1956)
- L'ombra sul tetto (Je reviendrai à Kandara), regia di Victor Vicas (1956)
- Partita a tre (Trois jours à vivre), regia di Gilles Grangier (1957)
- La donna di Saigon (Mort en fraude), regia di Marcel Camus (1957)
- Delitto sulla Costa Azzurra (Retour de manivelle), regia di Denys De La Patellière (1957)
- Lulù tra gli uomini (Charmants garçons), regia di Henri Decoin (1957)
- La ragazza di Amburgo (La Fille de Hambourg), regia di Yves Allégret (1958)
- Cartagine in fiamme, regia di Carmine Gallone (1959)
- Julie (Julie la rousse), regia di Claude Boissol (1959)
- Questo corpo tanto desiderato (Ce Corps tant désiré), regia di Luis Saslavsky (1959)
- Il testamento di Orfeo (Le Testament d'Orphée, ou ne me demandez pas pourquoi!), regia di Jean Cocteau (1960)
- Le tre "eccetera" del colonnello, regia di Claude Boissol (1960)
- La morta stagione dell'amore (La Morte saison des amours), regia di Pierre Kast (1961)
- La bionda graffia (Dans la gueule du loup), regia di Jean-Charles Dudrumet (1961)
- Una ragazza a rimorchio (Les Petits matins), regia di Jacqueline Audry (1962)
- La banda degli inesorabili (Réglements de comptes), regia di Pierre Chevalier (1963)
- Antologia sessuale (Les Vacances portugaises), regia di Pierre Kast (1963)
- La pappa reale (La Bonne soupe), regia di Robert Thomas (1964)
- Vagone letto per assassini (Compartiment tueurs), regia di Costa-Gavras (1965)
- La linea di demarcazione (La Ligne de démarcation), regia di Claude Chabrol (1966)
- L'amante italiana (Les Sultans), regia di Jean Delannoy (1966)
- L'angelica avventuriera - Sole nero (Soleil noir), regia di Denys de La Patellière (1966)
- Parigi brucia? (Paris brûle-t-il?), regia di René Clément (1967)
- Détruire dit-elle, regia di Marguerite Duras (1969)
- Les Saintes chéries - serie TV (1965-1970)
- Le piacevoli esperienze di una giovane cameriera (La Servante), regia di Jacques-Paul Bertrand (1970)
- Arsenio Lupin (Arsène Lupin) - serie TV, episodio 1x01 (1971)
- Il soffio al cuore (Le Souffle au coeur), regia di Louis Malle (1971)
- Ariane, regia di Pierre-Jean de San Bartolomé (1974)
- Il clan degli imbroglioni (La Gueule de l'emploi), regia di Jacques Rouland (1974)
- Un lenzuolo non ha tasche (Un Linceul n'a pas de poches), regia di Jean-Pierre Mocky (1974)
- La polizia è al servizio del cittadino?, regia di Romolo Guerrieri (1974)
- Andremo tutti in paradiso (Nous irons tous au paradis), regia di Yves Robert (1977)
- Il mondo nuovo (La Nuit de Varennes), regia di Ettore Scola (1982)
- Les Enfants, regia di Marguerite Duras e Jean Mascolo (1985)
- Olga e i suoi figli, regia di Salvatore Nocita (1985)
- Via Montenapoleone, regia di Carlo Vanzina (1987)
- Una vita non basta (Itinérarire d'un enfant gâté), regia di Claude Lelouch (1988)
- La vita è un lungo fiume tranquillo (La Vie est un long fleuve tranquille), regia di Étienne Chatiliez (1988)
- Mister Frost, regia di Philippe Setbon (1990)
- I segreti professionali del dottor Apfelglück (Les secrets professionnels du Dr. Apfelglück), regia di Alessandro Capone, Stéphane Clavier, Thierry Lhermitte, Mathias Ledoux ed Hervé Palud (1991)
- Giustizia per tutti a metà prezzo (Les Ténors), regia di Francis de Gueltzl (1993)

## Doppiatori italiani
Nelle versioni in italiano dei suoi film, Daniel Gélin è stato doppiato da:
- Pino Locchi in L'uomo che sapeva troppo, Miss spogliarello, Le tre "eccetera" del colonnello, L'amante italiana, Via Montenapoleone, La polizia è al servizio del cittadino?
- Gianfranco Bellini in Dio ha bisogno degli uomini, Il piacere e l'amore
- Giuseppe Rinaldi in La romana, Allegro squadrone
- Nando Gazzolo in Cartagine in fiamme
- Renato Turi in L'angelica avventuriera - Sole nero
- Giorgio Lopez in Una vita non basta
- Franco Zucca in La vita è un lungo fiume tranquillo
- Sergio Graziani in I segreti professionali del dottor Apfelglück
- Ferruccio Amendola in Olga e i suoi figli
- Massimo Lodolo in Le sedicenni (ridoppiaggio)